# ピーター・グラント (音楽プロデューサー)
ピーター・グラント（Peter Grant, 1935年4月5日 - 1995年11月21日）は、イングランド出身のミュージシャンマネージャー、エグゼクティブ・プロデューサー。音楽レーベル「スワン・ソング」代表。
ロックバンド「レッド・ツェッペリン」「バッド・カンパニー」らの元マネージャーとして知られる。レッド・ツェッペリンを世界的グループに育て上げ、その功績を讃えて「レッド・ツェッペリンを導いた男（The man who led Led Zeppelin）」「5人目のツェッペリン」とも呼ばれた。

## 経歴
ピーター・グラントはもともと音楽畑の人間ではなかった。劇場の裏方や、用心棒にプロレスラーなど様々な職を転々とした後、1958年から1963年の間には端役としてだが俳優として複数の映画(クレオパトラやナヴァロンの要塞等)にも出演した。
1963年、いまだ相当に暴力的であったロック・ビジネスに興味を持ち、イギリスの大物プロモーターであるドン・アーデンの元、アメリカから渡英するスター（ジーン・ヴィンセント、チャック・ベリー、リトル・リチャード、エディ・コクランら）のツアー・マネージャーとして仕事をするようになる。その後、友人の音楽プロデューサー・ミッキー・モストと共にプロダクションを設立し、ヤードバーズ、ジェフ・ベック・グループなどのマネジメントを担当した。ジェフ・ベック・グループのデビュー・アルバムである『トゥルース』には、グラントの名がプロデューサーとして入っていた。
ヤードバーズのギタリストであったジミー・ペイジとの親交を経て、レッド・ツェッペリンのマネジメントを担当するようになる。ツェッペリンの各アルバムにはエグゼクティブ・プロデューサーとしてグラントの名が入っており巨額の収入を得ていたが、自身の死後その名は外されている。また、1974年から1983年にかけてレッド・ツェッペリンのレコード・レーベル「スワン・ソング」の社長を務めてもいる。レッド・ツェッペリン解散後もマネジメントの仕事を続けていたが、ツェッペリン・マネージャー時代常用していたドラッグの後遺症と糖尿病に苦しみ、レーベルを解体し半ば隠居状態になる。晩年に後遺症は克服したものの表舞台には戻らず、1995年に静かにこの世を去った。

## 概要

### 革新的マネジメント

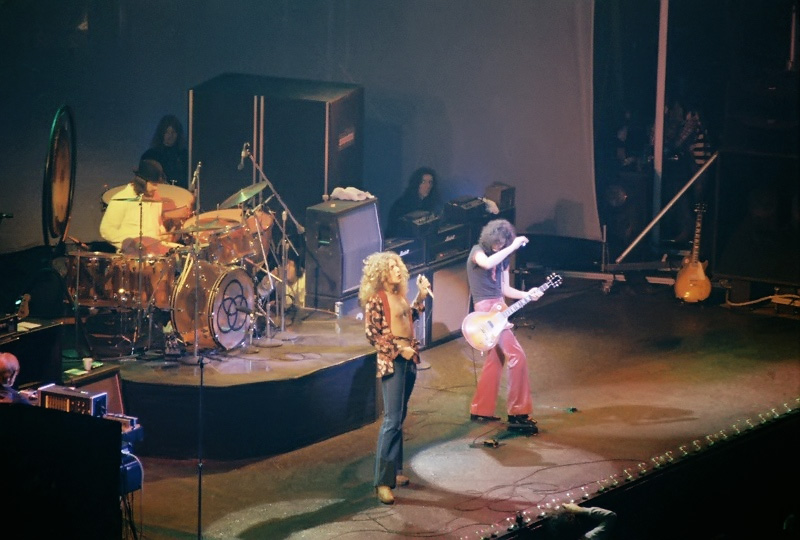
レッド・ツェッペリン - シカゴ公演 (1975年1月)

ピーター・グラントは優れた商売勘と、時に強引な手法で、当時の音楽業界の常識を次々と破壊していった。当時の業界はプロモーターの買い手市場であり、不公平な契約を結ばされることもしばしばであった。ピーターはそれを良しとせず、客はプロモーターや会場にではなく、バンドに金を払うと主張した。それまでのコンサートでは、バンドとプロモーターの間のチケット売り上げの取り分の比率は、1:9はざらで、人気スターでも5：5が普通であり、最高に良くても6：4が相場であった。ツェッペリンのデビュー半年後には、9：1の取り分を得ることに成功する。これは前代未聞であった。
ローリング・ストーンズのような他の人気バンドはマスコミを使って大掛かりな宣伝を行っていたが、ツェッペリンは宣伝しなくとも1時間でチケットが売れ切れる絶大の人気があったことから出来ることであった。このことは、各地のプロモーターとの軋轢を生んだ。結果として、ツェッペリンは世界のどのバンドよりも巨額の収入を得ることとなった。
また、当時のマネージャーはバンドが演奏するライブ会場に帯同することはまれであったが、ピーターは常にツェッペリンに帯同して彼らが最高のパフォーマンスを発揮出来るよう気を配った。

### マーケティング手腕
バンドのマネジメントおよびマーケティングを担当する人物として、ピーターは見事に現実的であった。一例を挙げれば、ジャケットに一切の文字のないレッド・ツェッペリン4枚目のアルバム（便宜的に「IV」と表記する）発売の際、自殺行為であると大反対したレコード会社の重役たちをなだめすかし、かつ「IV」の発売をあらかじめファンの間に提示しておくことで「名前が無い」ことを逆に話題に変えてみせ、商業的にマイナスであったものを見事にプラスに昇華している。
また、ツェッペリンがTV露出を嫌ったことを逆に利用し、極力メディア露出を控えると同時に乱痴気騒ぎやスキャンダルの噂を広めることにより、神秘的で危険なロックスターとしてのパブリックイメージを見事に創出し、ツェッペリン・ファンであることをあたかも危険で刺激的な秘密のクラブに属しているかのように演出して見せたことも、ピーターの功績であったといえるであろう。レッド・ツェッペリンから自身のレーベル「スワン・ソング」の社長も任されていることからも、彼らのピーターの能力に対する信頼の高さが窺える。

### 暴力的側面

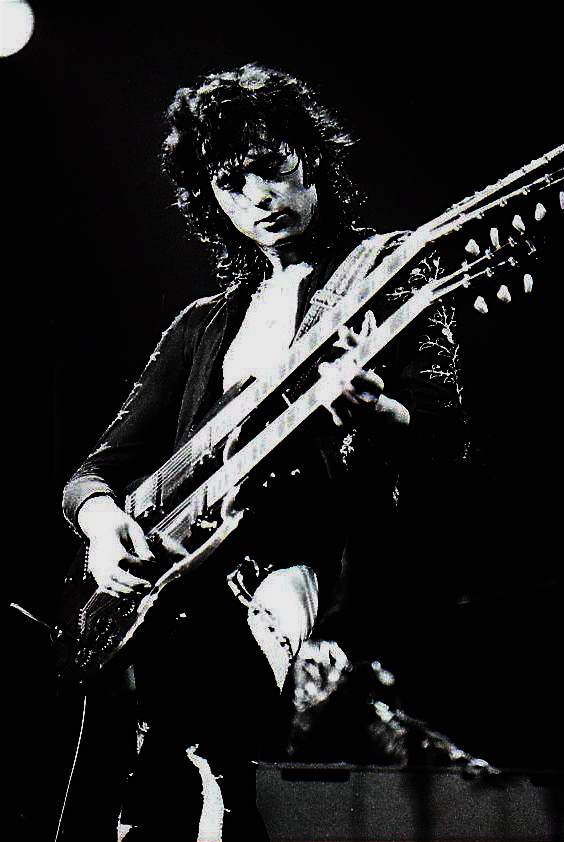
信頼関係が深かった当時のジミー・ペイジ

同時に、ピーターはツェッペリンの暴力的な側面を象徴する存在でもある。バンドのマネージャーとして、190cm前後の身長と超ヘビー級の体重を生かし、警備も担当していた（後に警備担当を他に雇うが）ピーターに酷い目に逢わされたと証言する人物は数多い。特に、海賊盤を作ろうと録音機を持ち込んだり、ビデオやカメラを持ち込もうとした人間は、ほぼ例外なく悲惨な目に遭わされたという。録音機を暴力的な手段で破壊する(バケツの水を浴びせる、斧で叩き壊す)のは日常茶飯事であり、1970年代後半には暴力的傾向がさらにエスカレートしていき、プロモーター側が雇った警備員を私刑に逢わせたり、政府から派遣された騒音調査の人間を海賊盤業者と勘違いして暴力を振るうなどしてたびたび警察から事情聴取を受けている。
また、バンドの周囲に蔓延していた薬物禍の中心にいた人物でもあり、ジミー・ペイジと同様に1980年代は後遺症に苦しむこととなる。ただ、彼の一連の暴力行為はすべてバンドの利益のためであり、ツェッペリンのためであったことを付け加えておかねばなるまい。海賊盤業者やカメラを持ち込む人間に厳しかったのは、サウンドや肖像権に拘りを持つジミー・ペイジを配慮しての行動であったし、時に過剰に思えた警備は全て、ツェッペリンのメンバーを守るためのものであった。しかしその絶大な人気のため、世界一海賊版が出回るバンドとなってしまう。
1970年代、特にアメリカではツェッペリンは熱烈に歓迎されたと同時に、ひどく憎まれてもいた。事実、保守的なアメリカの南部の州では彼らの命を狙う者すらいた。

## 付記
ピーター・グラントは映画『レッド・ツェッペリン狂熱のライヴ』にも出演しており、オープニングで機関銃を連射するギャングを演じている他、中間部でプロモーターの杜撰な管理体制をなじっている場面が写されている。